# Alexis Cabrera

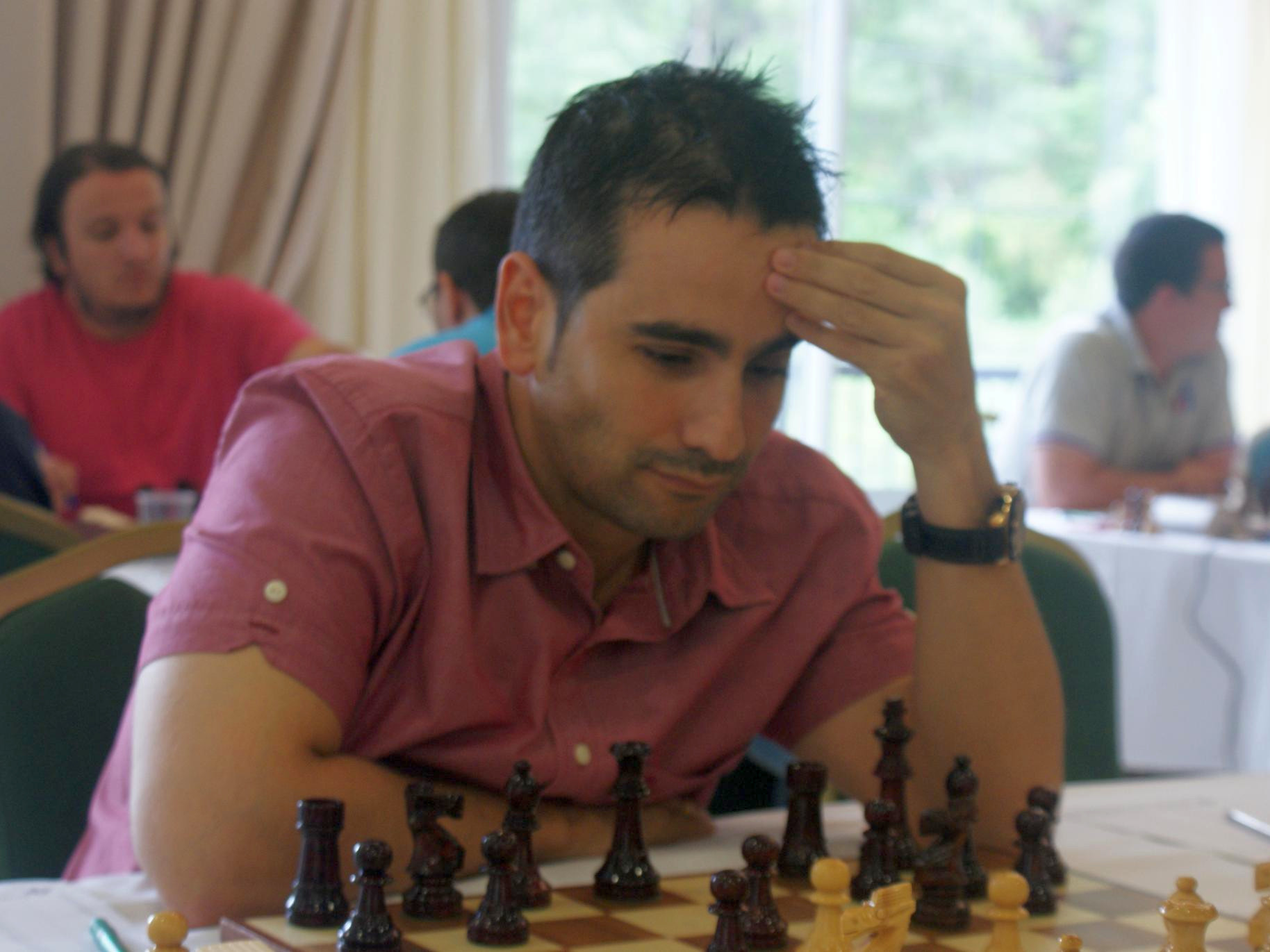
Alexis Cabrera (2013)

Alexis Cabrera (25 december 1976) is een Cubaanse schaker. Hij is sinds 2004 een grootmeester (GM).
In 1998 werd hij Internationaal Meester (IM). In juni 2005 won hij met 7.5 pt. uit 9 het open rapidschaaktoernooi Vicente Bonil in Spanje, waaraan werd deelgenomen door 147 schakers. Francisco Vallejo Pons werd tweede met 7½ punt terwijl Aleksej Drejev met 7 punten op de derde plaats eindigde.
Alexis Cabrera is de schrijver van het schaakboek "Fight like a dragon" en hij geeft ook schaaklessen.